# Provincia Jorge Basadre
Provincia peruană Jorge Basadre este una din cele patru provincii care formează departamentul Tacna, în sudul Perului.
Limitată la nord de provincia Ilo (Moquegua), la est de Candarave , la sud de Tacna și la vest de Oceanul Pacific.

## Diviziuni politice
Acestă provincie se divide în trei districte.
- Ilabaya
- Ite
- Locumba

## Capitala
Capitala provinciei este orașul Locumba.